# Pokłon pasterzy (drugi obraz El Greca z 1570)
Pokłon pasterzy – obraz olejny hiszpańskiego malarza pochodzenia greckiego Dominikosa Theotokopulosa, znanego jako El Greco. Obraz sygnowany dużymi greckimi literami: CHEÍR DOMÉNIKU.
Motyw przedstawiony na obrazie został zaczerpnięty z Ewangelii św. Łukasza (2: 15-21) i dotyczy wydarzeń zaraz po narodzeniu Chrystusa. El Greco namalował wiele wersji tego wydarzenia. Po jego śmierci w inwentarzu jego dzieł znajdujących się w jego domu widniało przynajmniej osiem wersji Pokłonu pasterzy.

## Opis obrazu

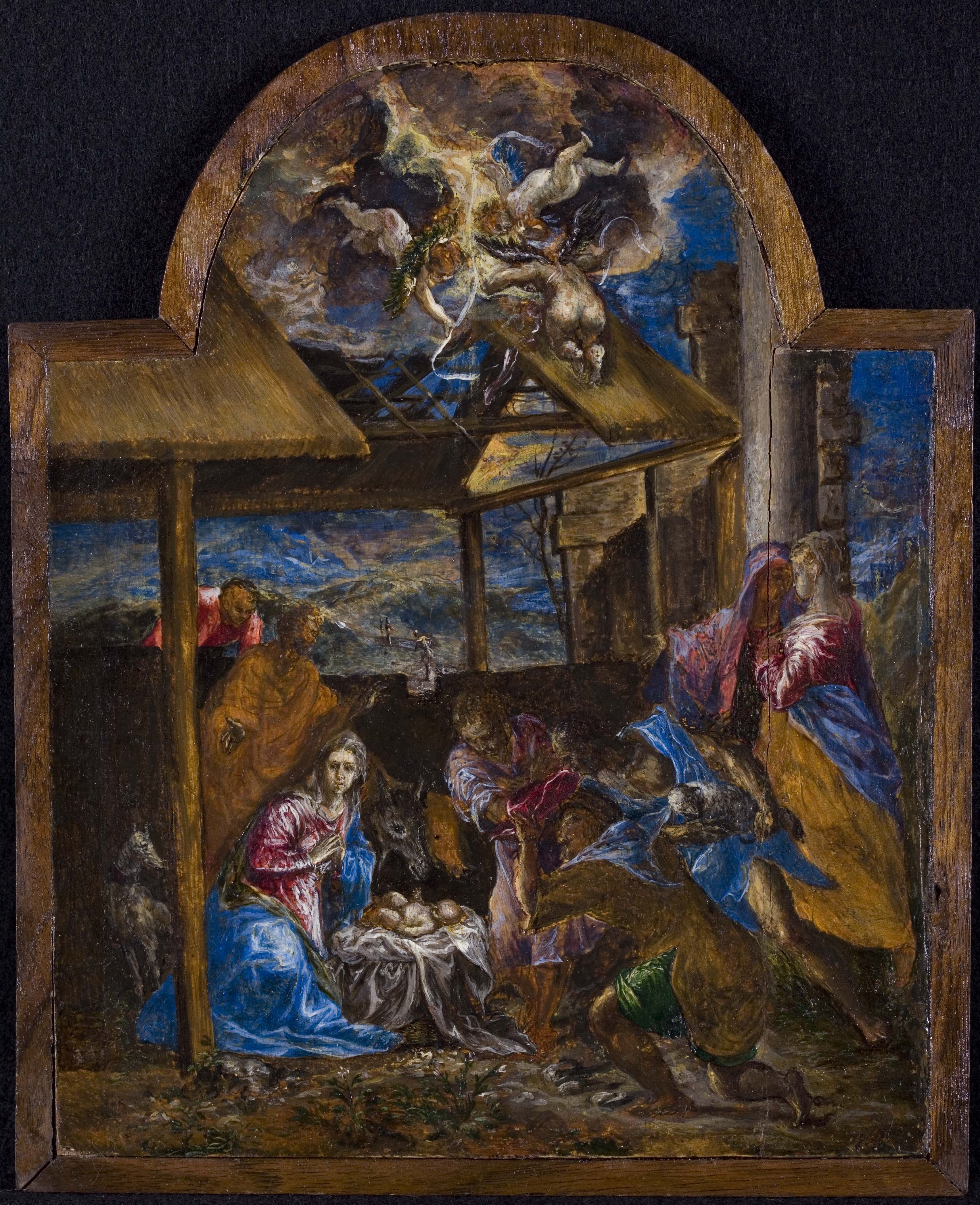
Pokłon pasterzy z 1570
25 × 17 cm,
San Diego Museum of Art, wcześniej kolekcja G. Broglio w Paryżu

Dla wielu ekspertów ta wersja Pokłonu pasterzy jest inną wersją obrazu o tym samym tytule stanowiącego część Tryptyku modeńskiego. El Greco wprowadza własne elementy ikonograficzne choć układ kompozycyjny pozostaje nie zmieniony. W przedstawionej scenie można doszukać się wpływu szkoły weneckiej głównie w sposobie użycia oświetlenia i modelunku wzorowanego na pracach Tycjana i Tintoretta. Obraz wzorowana była na grafikach Giovanniego Britta (kompozycja) oraz Giulia Bonasona i Permigianina (ilość postaci). Podniosłą atmosferę artysta osiąga poprzez żywe pociągnięcia pędzlem; postacie są zaokrąglone a ich twarze wyraziste i wyidealizowane, głównie postać Madonny.
Scena rozgrywa się we wnętrzu stajenki do której po wysłuchawszy posłania anioła przybyli pasterze by złożyć hołd nowo narodzonemu królowi. Jeden z nich padając na kolana zdejmuje swój kapelusz, drugi ofiaruje jagnię. Z lewej strony Maria Panna klęczy nad nagim Dzieciątkiem od którego bije blask światła. To światło oświetla twarze wszystkich zebranych. Motyw ten będzie powtarzał się we wszystkich wersjach Pokłonu pasterzy. Maria zwrócona jest ku widzowi. Na jej twarzy rysuje się zaskoczenie.
Nad Dzieciątkiem pochyla się wół i osioł, a za ścianą za nimi widać od tyłu samotnego jeźdźca. Z prawej strony rozgrywa się inna scena: magowie w turbanach zbliżają się na koniach ze swoją świtą jadącą na koniach i wielbłądach. Scena jest zwiastunem kolejnego motywu biblijnego: Pokłonu Trzech Króli. Obecny wygląd dzieła jest kompromisową wersją powstałą po kompletnej rekonstrukcji górnej części płótna. Prześwietlenia rentgenowskie ukazały dwóch aniołów trzymających w rękach zwoje ogłaszające boską chwałę.

## Atrybucja
W osiemnastym wieku, autorstwo Pokłonu pasterzy przypisywano Giovanniemu Lanfranco, włoskiemu malarzowi epoki baroku. Od 1820 roku za autora uznawano nieznanego artystę Girolamo Bassano lub kogoś z jego artystycznej rodziny. W 1951 roku amerykański historyk sztuki Harold Wethey atrybucję przypisał El Grecowi co przyjęto z ogólną akceptacją. Wethey wykazał podobieństwo postaci pasterzy do przypadkowych osób z innego dzieła hiszpańskiego malarza, drezdeńskiej wersji Chrystusa uzdrawiającego ślepca, dzieła które było nabyte dla angielskiej kolekcji królewskiej w 1741 roku jako praca wspomnianego wyżej Leandra Bassano. Pokłon pasterzy w kolekcji z Montague House znajduje się od 1770 roku.
Z tego samego okresu pochodzi inna wersja obrazu, lecz o mniejszych rozmiarach. Układ kompozycyjny, barwa jest podobna, jedynie z prawej strony El Greco dodaje kilka postaci i rezygnuje ze sceny orszaku królów na rzecz elementów architektonicznych. U góry widoczne są dwa anioły.